# Neupommern-Bougainville-Graben

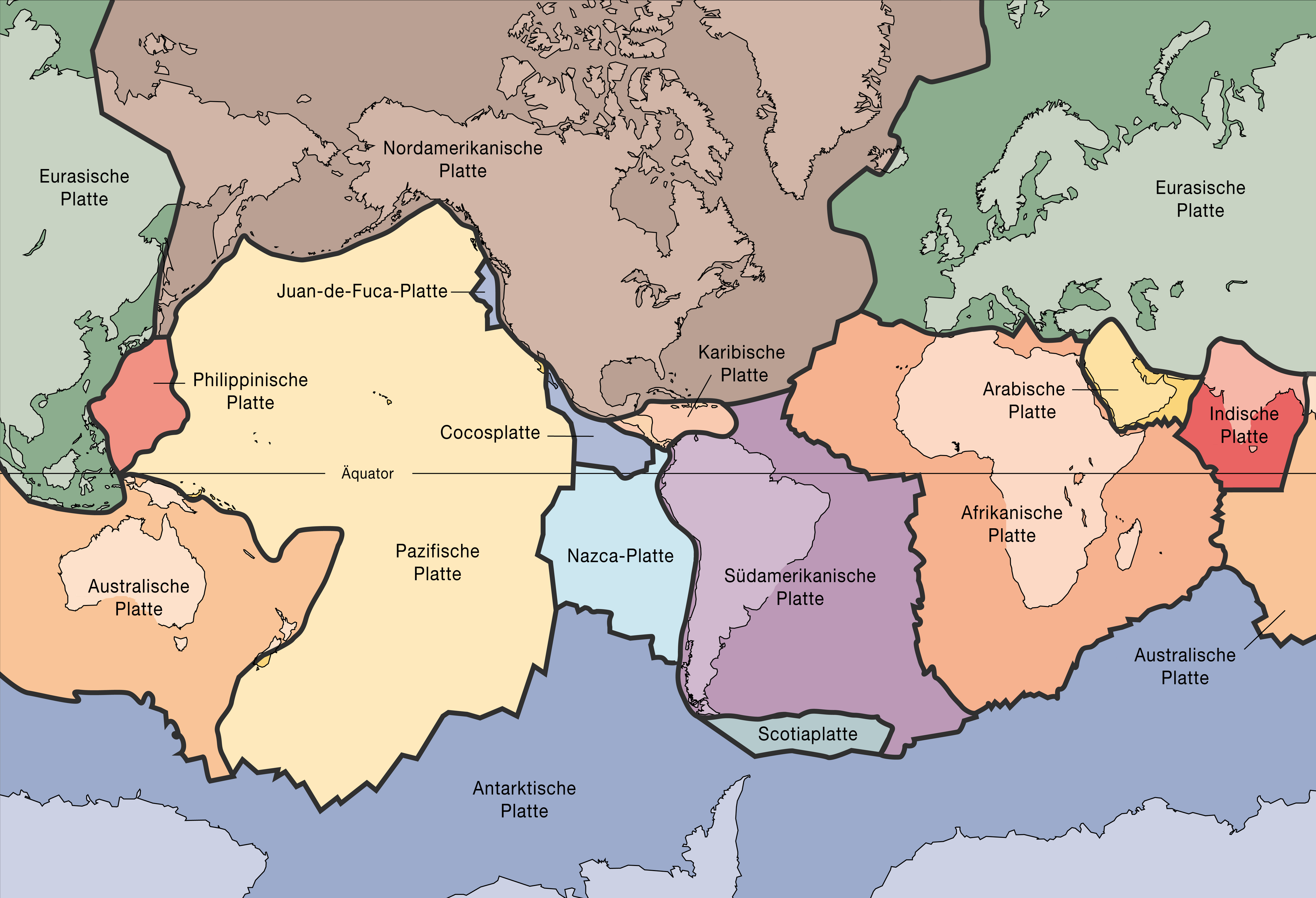
Tektonische Platten mit Kontinenten im Hintergrund

Der Neupommern-Bougainville-Graben (auch Neubritanniengraben oder Neubritannien-Bougainville-Graben genannt) ist eine bis 9142 m tiefe und 900 km lange Tiefseerinne im westlichen Teil des Pazifischen Ozeans (Pazifik). 

## Geographie
Der bumerangförmige Neupommern-Bougainville-Graben befindet sich zwischen Neuirland im Norden, der Salomon-Insel Bougainville im Osten, dem Salomonenbecken im Süden und Neubritannien im Westen und Nordwesten. Er liegt etwa zwischen 6 und 8° südlicher Breite sowie zwischen 148 und 156° östlicher Länge.

## Geologie
Der Neupommern-Bougainville-Graben bildet einen Teil der tief eingeschnittenen Nahtstelle von Australischer Platte im Süden und Pazifikplatte im Norden. 

## Meerestiefs
Im Neupommern-Bougainville-Graben befindet sich unter anderem dieses Meerestief:
- Planettief (9142 m), tiefste Stelle im Neupommern-Bougainville-Graben